# 낙원의 침입자
낙원의 침입자(Le Sauvage, Lovers Like Us)는 이탈리아에서 제작된 장-폴 라프노 감독의 1975년 모험, 코미디, 드라마, 멜로/로맨스 영화이다. 이브 몽땅 등이 주연으로 출연하였고 장-뤽 오르미에레스 등이 제작에 참여하였다.

## 출연

### 주연
- 이브 몽땅
- 까뜨린느 드뇌브

### 조연
- 루이지 반누치
- 토니 로버츠
- 보보 루이스
- 데이너 윈터

## 제작진
- 미술: 맥스 더이
- 의상: 캐서린 레터리어